# Уоррен, Боб (баскетболист)
Роберт Дж. «Боб» Уоррен (англ. Robert G. "Bob" Warren; 17 июля 1946 года, Марри, Кентукки, США — 25 августа 2014 года, Хардин, Кентукки, США) — американский профессиональный баскетболист, выступавший в Американской баскетбольной ассоциации, отыграв восемь неполных из девяти сезонов её существования.

## Ранние годы
Боб Уоррен родился 17 июля 1946 года в городе Марри (штат Кентукки), учился же немного севернее в городе Бентон в Южной средней школе округа Маршалл, в которой играл за местную баскетбольную команду.